# 제임스강

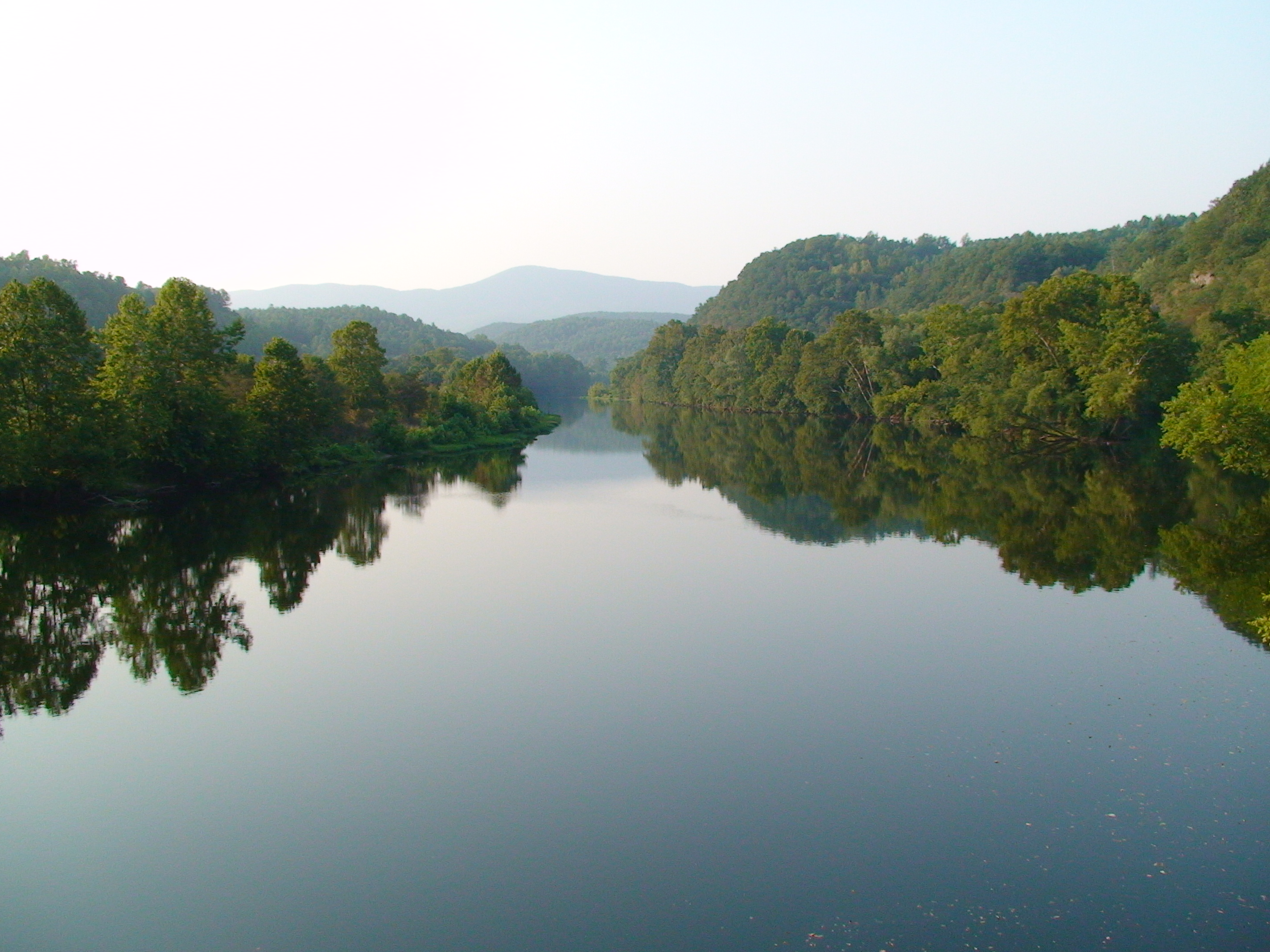

제임스강(James River)은 미국 버지니아주를 흐르는 강이며, 길이는 560 km이며, 수원인 잭슨강을 포함하여 전체 길이는 715km이다. 유역 면적은 27,019 km2이다. 유역에는 약 4%의 개방 수역을 포함하고 있으며, 2000년 인구 조사에서는 지역 인구 250만 명이다. 미국에서 전체 유역이 하나의 주 안에 있는 강으로는 12번째 길이이다.

## 유역
제임스강은 앨러게니산맥의 앨리게니 카운티와 바터탓 카운티의 경계에 있는 아이언 게이트 근처 카우패스차강과 잭슨강의 합류점에 발원하여, 햄턴 로즈에서 체서피크만으로 흘러 들어가고 있다. 갯벌은 버지니아주도 리치먼드의 서쪽, 폭포 선(항해 가능 한계)까지 이르고 있다. 밀물이 미치는 곳까지 흘러 큰 지류로는 애퍼매턱스강, 치카호미니강, 워윅강, 파간강과 난세몬도강이있다.
뉴 포트 뉴즈 포인트 근처 하구에서 엘리자베스강이 제임스 강에 합류해 햄턴 로즈라는 항만 지역을 형성한다. 올드 포인트 컴포트 인근 버지니아반도 끝으로, 사우스 햄튼 로즈에 있는 노퍽시 윌러비 스핏 지역 사이에 햄튼 로즈에서 체서피크만, 심지어 몇 마일 동쪽의 대서양으로 나오는 수로가 있다.